# 허베이구

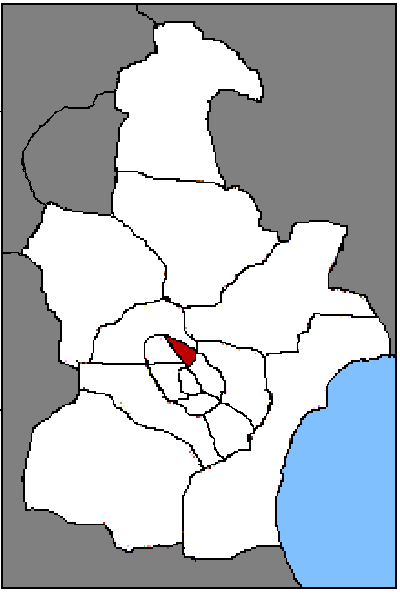
허베이구의 위치

허베이구(한국어: 하북구,중국어: 河北区, 병음: Héběi Qū)는 중화인민공화국 톈진시의 행정구역이다. 하이허와 대운하의 북쪽 기슭에 위치해서 이러한 이름이 붙여졌다. 톈진의 유명한 중산 공원이 구 내에 위치해있다. 톈진 북역과 여러 철도 구조물 또한 이곳에 있다. 넓이는 27km2이고, 인구는 2007년 기준으로 640,000명이다.

## 행정 구역
10개 가도를 관할한다.
- 가도: 光复道街道, 望海楼街道, 鸿顺里街道, 新开河街道, 铁东路街道, 建昌道街道, 宁园街道, 王串场街道, 江都路街道, 月牙河街道(광복도거리, 망해루거리, 홍순리거리, 신개하거리, 철동길거리, 건창도거리, 녕원거리, 왕곶장거리, 강도로거리, 월도로)